# Klínová kost
Klínová kost (latinsky: os sphenoidale, řecky: sphenoeides) patří mezi kosti lebky člověka, která tvoří střed baze lebeční. Nachází se před spánkovou kostí a v bazilární části týlní kosti. Osifikuje chrondrogenně. Tvarem připomíná motýla či netopýra. Klínová kost se podílí na ohraničení některých topografických prostorů hlavy. Otvory v kosti klínové tvoří významné komunikace s orbitou a bazi lebeční. Těmito komunikacemi opouští některé hlavové nervy lebeční dutinu (cavum crani).
Tvoří ji tyto základní části:
- tělo klínové kosti (corpus ossis sphenoidalis)
- malá křídla klínové kosti (alae minores ossis sphenoidalis)
- velká křídla klínové kosti (alae majores ossis sphenoidalis)
- křídlové výběžky klínové kosti (processus pterygoidei)

Nejvýznamnější otvory v klínové kosti:
- canalis opticus
- fissura orbitalis superior
- foramen rotundum
- foramen ovale
- foramen spinosum

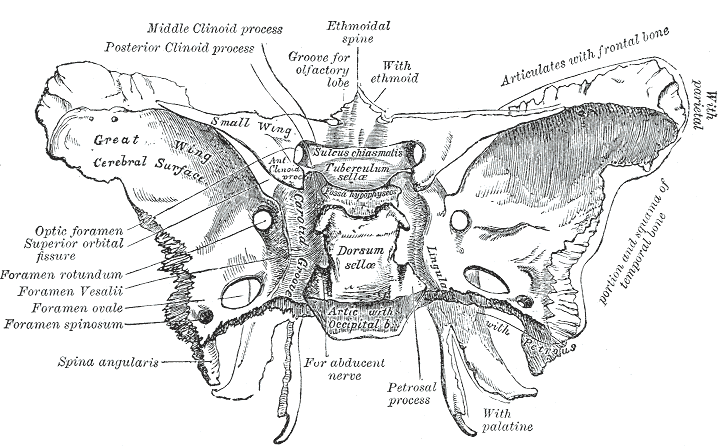
Klínová kost, pohled shora, Gray's Anatomy, 1918
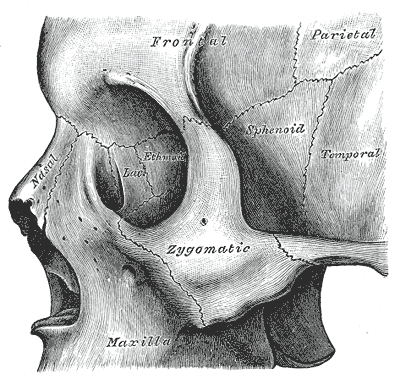
Klínová kost označena jako „Sphenoid“, Gray's Anatomy, 1918